# Комендант, Сергей Павлович
Серге́й Па́влович Коменда́нт (14 января 1915 — 21 января 1942) — советский военный деятель, участник советско-финской и Великой Отечественной войн, старший лейтенант. Герой Советского Союза (1940).

## Биография
Сергей Павлович Комендант родился 14 января 1915 года в селе Тимофеевка в семье крестьянина. Украинец. Окончил начальную школу.
С 1935 года служил в Красной армии.

## Награды
- Герой Советского Союза (21 марта 1940 года, № 446);
- орден Ленина (21 марта 1940 года, № 5618);
- орден Красной Звезды (1940).

## Память
- Памятная доска Герою Советского Союза Сергею Павловичу Коменданту установлена в посёлке городского типа Краснополье на Аллее Героев[2].